# Leptolaena multiflora
Leptolaena multiflora – gatunek roślin z rodziny Sarcolaenaceae. Występującego naturalnie na Madagaskarze. Został zaobserwowany w prowincjach Antsiranana (między innymi w Parku Narodowym Masoala, czy na wyspie Nosy Be), Fianarantsoa (między innymi w rezerwacie Manombo) oraz Toamasina (między innymi w Parku Narodowym Mananara Nord, czy w rezerwacie Zahamena). 
Występuje na obszarze 180 310 km².
Według Czerwonej Księgi jest gatunkiem zagrożonym. Gatunek ten ma bardzo duży stopień występowania i zajmuje duży obszar – jest znany z wielu miejscach. Jednakże selektywna eksploatacja tego gatunku w budownictwie jest poważnym zagrożeniem i może doprowadzić do zmniejszenia jego populacji o 80% w przyszłości.
Kora tego gatunku jest również wykorzystywana do celów leczniczych.